# Ila (Georgia)
Ila – miasto w Stanach Zjednoczonych, w stanie Georgia, w hrabstwie Madison.